# جيمس دبليو. أبوت
جيمس دبليو. أبوت (بالإنجليزية: James W. Abbott)‏ هو سياسي أمريكي، ولد في 12 يونيو 1948 في سيوكس سيتي في الولايات المتحدة. حزبياً، نشط في الحزب الديمقراطي.